# ریچارد باربیج
ریچارد باربیج (به انگلیسی: Richard Burbage) (تولد ۶ ژانویه ۱۵۶۸ - درگذشته ۱۳ مارس ۱۶۱۹) بازیگر و مالک تئاتر انگلیسی است. وی برادر کوچکتر کاثبرت باربیج (Cuthbert Burbage) بازیگر نقش درام است.